# Rubellia nigrosignata
Rubellia nigrosignata är en insektsart som beskrevs av Carl Stål 1875. Rubellia nigrosignata ingår i släktet Rubellia och familjen Pyrgomorphidae. Inga underarter finns listade i Catalogue of Life.